# Dietilentriammina
La dietilentriammina (abbreviata Dien o DETA) e nota anche come 2,2'-Iminodi(etilammina)) è un composto organico con la formula {\displaystyle {\ce {HN(CH2CH2NH2)2}}}. Questo liquido igroscopico incolore è solubile in acqua e solventi organici polari, ma non in semplici idrocarburi. La dietilentriammina è un analogo strutturale del glicole dietilenico. Le sue proprietà chimiche assomigliano a quelle dell'etilendiammina e ha usi simili. È una base debole e la sua soluzione acquosa è alcalina. Il DETA è un sottoprodotto della produzione di etilendiammina dal dicloruro di etilene.

## Reazioni e utilizzo
La dietilentriammina è un comune agente indurente per le resine epossidiche, negli adesivi epossidici e altri termoindurenti. È N-alchilato per reazione con gruppi epossidici formando legami incrociati. 
Nella chimica di coordinazione, funge da ligando tridentato formando complessi come {\displaystyle {\ce {Co(dien)(NO2)3}}}.
Come alcune ammine correlate, viene utilizzata nell'industria petrolifera per l'estrazione di gas acidi.
Come l'etilendiammina, il DETA può essere utilizzato anche per sensibilizzare il nitrometano, producendo un composto esplosivo liquido simile al PLX. Questo composto ha una velocità esplosiva di circa 6200 m/s ed è discusso nel brevetto n. 3.713.915. Mescolato con dimetilidrazina asimmetrica è stato utilizzato come Hydyne, un propellente per razzi a combustibile liquido.
Il DETA è stato valutato per l'uso nel sistema Countermine in fase di sviluppo dall'Ufficio per le ricerche navali degli Stati Uniti, dove verrebbe utilizzato per innescare e consumare il riempimento esplosivo di mine antiuomo nelle spiagge e nelle zone da surf.